# Saison 1 de The Fosters
Chronologie
Saison 2
Cet article est le guide des épisodes de la première saison de la série télévisée The Fosters.

## Synopsis
Un couple de lesbiennes, Steph Foster, policière, et Lena Adams, proviseur adjoint dans un lycée sont les heureuses mamans de trois enfants : Brandon, le fils biologique de Stef, eu avec un précédent mari et des jumeaux adoptés, une fille nommée Mariana et un garçon appelé Jesus. Leur équilibre familial est bousculé lorsqu'elles accueillent une adolescente rebelle au sein de leur foyer…

## Distribution

### Acteurs principaux
- Teri Polo (VQ : Mélanie Laberge) : Stefanie « Stef » Marie Foster
- Sherri Saum (VQ : Catherine Proulx-Lemay) : Lena Elizabeth Adams
- Maia Mitchell (VQ : Ludivine Reding) : Callie Quinn Adams Foster
- David Lambert (VQ : Nicolas Bacon) : Brandon Foster
- Jake T. Austin (VQ : Sébastien Reding) : Jesus Adams Foster
- Cierra Ramirez (VQ : Fanny-Maude Roy) : Mariana Adams Foster
- Hayden Byerly (en) (VQ : Matis Ross) : Jude Jacob Adams Foster
- Danny Nucci (VQ : Tristan Harvey) : Michael « Mike » Foster

### Acteurs récurrents
- Madisen Beaty (VQ : Geneviève Bédard) : Talya Banks (11 épisodes)
- Jay Ali (VQ : Maël Davan-Soulas) : Timothy (9 épisodes)
- Alexandra Barreto (en) (VQ : Ariane-Li Simard-Côté) : Ana Gutierrez (8 épisodes)
- April Parker-Jones (en) (VQ : Catherine Hamann) : Captain Roberts, patron de Stef et Mike (7 épisodes)
- Bianca Santos (en) (VQ : Sarah-Jeanne Labrosse) : Lexi Rivera[1] (11 épisodes)
- Anne Winters (VQ : Léa Coupal-Soutière) : Kelsey (6 épisodes)
- Alex Saxon (VQ : Louis-Philippe Berthiaume) : Wyatt[2] (11 épisodes)
- Anna Akana : Lily, une des meilleures amies et confidantes de Talya (épisodes 2 et 20)
- Gavin MacIntosh (en) (VQ : André Kasper) : Connor (6 épisodes)
- Justina Machado (VQ : Marika Lhoumeau) : Sonia Rivera[3] (épisodes 6, 7 et 10)
- Carlos Sanz (VQ : François Trudel) : Ernesto Rivera (épisodes 6, 7 et 10)
- Brandon W. Jones (en) (VQ : Nicolas Savard L'Herbier) : Liam Olmstead[4] (épisodes 6, 7 et 10)
- Mary Mouser (VQ : Rose Langlois) : Sarah Lewis (épisodes 6 et 7)
- Rosie O'Donnell (VQ : Michèle Lituac) : Rita Hendricks[5] (épisodes 12 à 14, 16 et 21)
- Garrett Clayton (VQ : David Laurin) : Chase Dillon[6] (épisodes 12, 13, 16 et 17)
- Marla Sokoloff : Dani Kirkland[7] (épisodes 16 à 21)
- Romy Rosemont : Amanda Rogers[8] (épisodes 18 à 21)
- Jamie McShane : Donald Jacob[9] (épisodes 18 et 19)
- Norma Maldonado (VQ : Diane Arcand) : Karina Sanchez
- Reiley McClendon (VQ : Jonathan Leduc) : Vico Cerar
- Lorraine Toussaint (VQ : Élise Bertrand) : Dana Adams
- Sam McMurray (VQ : Jean-Marie Moncelet) : Franck Elkin

## Diffusion
- États-Unis /  Canada : 3 juin 2013 au 24 mars 2014sur ABC Family
- Québec : 28 mai 2018 au 18 octobre 2018 sur VRAK
- France : 20 octobre 2021 sur Disney+

## Liste des épisodes

### Épisode 1:Nouveau départ
- États-Unis /  Canada : 3 juin 2013 sur ABC Family[10] / ABC Spark
- Québec : 28 mai 2018 sur VRAK[11]. (en VQ)
- France : 20 octobre 2021 sur Disney+

- États-Unis : 1,42 million de téléspectateurs[12] (première diffusion)

- Madisen Beaty (Talya)
- Alexandra Barreto (Ana Gutierrez)
- Jay Ali (Mr. Timothy)

### Épisode 2:Conséquences
- États-Unis /  Canada : 10 juin 2013 sur ABC Family / ABC Spark
- Québec : 4 juin 2018 sur VRAK (en VQ)

- États-Unis : 1,70 million de téléspectateurs[13] (première diffusion)

- Madisen Beaty (Talya)
- Jay Ali (Mr. Timothy)
- Bianca Santos (Lexi Rivera)
- Anne Winters (Kelsey)

Lena et Stef ont décidé de garder auprès d'elles Callie et Jude, le temps de leur trouver une famille d'accueil fiable.
Pendant ce temps, Mariana et Jesus sont en froids après qu'il l'ait surpris à vendre des médicaments dans l'école.
Lena, Mike et Stef se disputent à propos de l'éducation de Brandon.

### Épisode 3:Actes hostiles
- États-Unis /  Canada : 17 juin 2013 sur ABC Family / ABC Spark
- Québec : 11 juin 2018 sur VRAK (en VQ)

- États-Unis : 1,25 million de téléspectateurs[14] (première diffusion)

- Madisen Beaty (Talya)
- Jay Ali (Mr. Timothy)
- Bianca Santos (Lexi Rivera)
- Anne Winters (Kelsey)
- Alexandra Barreto (Ana Gutierrez)
- Alex Saxon (Wyatt)
- Norma Maldonado (Karina Sánchez)

Brandon manque d'intimité depuis que la maison est habitée non plus par 5 mais par 7 personnes. Du coup, son père lui propose d'emménager avec lui.
Jesus continue de se rapprocher de Lexi, mais n'en parle pas à Mariana car il sait qu'elle n'accepterait pas leur relation.

### Épisode 4:Quinze ans
- États-Unis /  Canada : 24 juin 2013 sur ABC Family / ABC Spark
- Québec : 18 juin 2018 sur VRAK (en VQ)

- États-Unis : 1,89 million de téléspectateurs[15] (première diffusion)

- Madisen Beaty (Talya)
- Jay Ali (Mr. Timothy)
- Bianca Santos (Lexi Rivera)
- Alex Saxon (Wyatt)
- Emanuel Borria (Présentateur de la Quinceañera)
- Lorraine Toussaint (Dana Adams)

Le grand jour est arrivé pour Mariana : sa quinceñera !
Mais tout n'est pas si parfait ... La mère de Lena est venue pour l'occasion et se dispute avec sa fille. De plus Lena entreprend des dépenses imprévues et superflues pour la fête ce qui ne plait pas à Stef. Par ailleurs, Mariana découvre que Lexi et Jesus sortent ensemble en secret et s'emporte contre eux.

### Épisode 5:Dur lendemain
- États-Unis /  Canada : 1er juillet 2013 sur ABC Family / ABC Spark
- Québec : 25 juin 2018 sur VRAK (en VQ)

- États-Unis : 1,78 million de téléspectateurs[16]

- Madisen Beaty (Talya)
- Jay Ali (Mr. Timothy)
- Gavin Macintosh (Connor)
- Noah St. John (Garret)
- Suzanne Cryer (Jenna)

Jesus et Lexi ont couché ensemble. Mais, malheureusement, ils ne se sont pas protégés, Lena et Stef le découvre et ne savent pas comment réagir.
Mariana revoit un ami d'enfance et fait tout pour l’impressionner mais celui-ci ne semble pas réceptif.

### Épisode 6:Samedi
- États-Unis /  Canada : 8 juillet 2013 sur ABC Family / ABC Spark
- Québec : 2 juillet 2018 sur VRAK (en VQ)

- États-Unis : 1,76 million de téléspectateurs[17]

- Madisen Beaty (Talya)
- Bianca Santos (Lexi Rivera)
- Alex Saxon (Wyatt)
- Anne Winters (Kelsey)
- Alexandra Barreto (Ana Gutierrez)
- Brandon Jones (Liam Olmstead)
- Mary Mouser (Sarah)
- Sam McMurray (Frank Foster)
- Justina Machado (Sofia Rivera)
- Carlos Sanz (Ernesto Rivera)

Afin de laisser Lexi et Jesus sortir ensemble, les parents de Lexi souhaitent rencontrer Lena et Stef. 
Malheureusement ce n'est pas le bon moment pour Stef, qui s'est disputé avec son père.
Quant à Mariana et Callie, elles préfèrent se rendre à la fête de Wyatt.

### Épisode 7:Confidences
- États-Unis /  Canada : 15 juillet 2013 sur ABC Family / ABC Spark
- Québec : 9 juillet 2018 sur VRAK (en VQ)

- États-Unis : 1,78 million de téléspectateurs[18]

- Bianca Santos (Lexi Rivera)
- Alex Saxon (Wyatt)
- Anne Winters (Kelsey)
- Brandon Jones (Liam Olmstead)
- Mary Mouser (Sarah)
- Alexandra Barreto (Ana Gutierrez)
- Gavin Macintosh (Connor)
- Justina Machado (Sofia Rivera)
- Carlos Sanz (Ernesto Rivera)

Après avoir découvert que Lexi et Jesus ont couché ensemble, les parents de Lexi décident de l'envoyer en pensionnat. Seulement, tout se complique lorsqu'elle fugue.

### Épisode 8:Dépendances
- États-Unis /  Canada : 22 juillet 2013 sur ABC Family / ABC Spark
- Québec : 16 juillet 2018 sur VRAK (en VQ)

- États-Unis : 1,89 million de téléspectateurs[19]

- Necar Zadegan (Gretchen)
- Alex Saxon (Wyatt)

L'ex petite amie de Lena est de retour en ville et c'est l'occasion pour Stef et Lena de partager un repas avec elle, mais aussi de révéler certains secrets ...

### Épisode 9:Moment critique
- États-Unis /  Canada : 29 juillet 2013 sur ABC Family / ABC Spark
- Québec : 23 juillet 2018 sur VRAK (en VQ)

- États-Unis : 1,87 million de téléspectateurs[20]

Après l'accident de Stef, tout le monde est chamboulé. Lena se rappelle sa première rencontre avec elle, Mike leur divorce ... Par ailleurs, ce dernier est interrogé par les affaires internes à propos des circonstances de l'accident.

### Épisode 10:Je le veux
- États-Unis /  Canada : 5 août 2013 sur ABC Family / ABC Spark
- Québec : 30 juillet 2018 sur VRAK (en VQ)

- États-Unis : 2,07 millions de téléspectateurs[21]

Le grand jour approche pour Stef et Lena. Mais tout n'est pas rose car Stef éprouve de la réticence et se sent mal car son père ne veut pas venir à la cérémonie. 
Pendant ce temps, Wyatt déménage dans l'Indiana et Lexie retourne au Honduras pour visiter sa grand-mère malade.

### Épisode 11:La lune de miel
- États-Unis /  Canada : 13 janvier 2014 sur ABC Family[22] / ABC Spark
- Québec : 6 août 2018 sur VRAK (en VQ)

- États-Unis : 1,91 million de téléspectateurs[23]

### Épisode 12:Nouveau foyer
- États-Unis /  Canada : 20 janvier 2014 sur ABC Family / ABC Spark
- Québec : 13 août 2018 sur VRAK (en VQ)

- États-Unis : 2,14 millions de téléspectateurs[24]

### Épisode 13:Les non-dits
- États-Unis /  Canada : 27 janvier 2014 sur ABC Family / ABC Spark
- Québec : 20 août 2018 sur VRAK (en VQ)

- États-Unis : 1,87 million de téléspectateurs[25]

### Épisode 14:Journée familiale
- États-Unis /  Canada : 3 février 2014 sur ABC Family / ABC Spark
- Québec : 27 août 2018 sur VRAK (en VQ)

- États-Unis : 1,79 million de téléspectateurs[26]

### Épisode 15:Padre
- États-Unis /  Canada : 10 février 2014 sur ABC Family / ABC Spark
- Québec : 6 septembre 2018 sur VRAK (en VQ)

- États-Unis : 1,83 million de téléspectateurs[27]

### Épisode 16: Envers et contre tous
- États-Unis /  Canada : 17 février 2014 sur ABC Family / ABC Spark
- Québec : 13 septembre 2018 sur VRAK (en VQ)

- États-Unis : 1,67 million de téléspectateurs[28]

### Épisode 17: Mauvais élèves
- États-Unis /  Canada : 24 février 2014 sur ABC Family / ABC Spark
- Québec : 20 septembre 2018 sur VRAK (en VQ)

- États-Unis : 1,48 million de téléspectateurs[29]

### Épisode 18: Premier combat
- États-Unis /  Canada : 3 mars 2014 sur ABC Family / ABC Spark
- Québec : 27 septembre 2018 sur VRAK (en VQ)

- États-Unis : 1,51 million de téléspectateurs[30]

### Épisode 19:Retrouvailles
- États-Unis /  Canada : 10 mars 2014 sur ABC Family / ABC Spark
- Québec : 4 octobre 2018 sur VRAK (en VQ)

- États-Unis : 1,20 million de téléspectateurs[31]

### Épisode 20:Metropolis
- États-Unis /  Canada : 17 mars 2014 sur ABC Family / ABC Spark
- Québec : 11 octobre 2018 sur VRAK (en VQ)

- États-Unis : 1,20 million de téléspectateurs[32]

### Épisode 21:Jour d'adoption
- États-Unis /  Canada : 24 mars 2014 sur ABC Family / ABC Spark
- Québec : 18 octobre 2018 sur VRAK (en VQ)

- États-Unis : 1,28 million de téléspectateurs[33]

## Audiences aux États-Unis
| N° d'épisode | Titre original          | Titre français | Chaîne     | Date de diffusion originale | États-Unis (en millions de téléspectateurs) | Pdm sur les 18/49 ans |
| ------------ | ----------------------- | -------------- | ---------- | --------------------------- | ------------------------------------------- | --------------------- |
| 1            | "Pilot"                 |                | ABC Family | 3 juin 2013                 | 1.42                                        | 0.6                   |
| 2            | "Consequently"          |                | ABC Family | 10 juin 2013                | 1.70                                        | 0.6                   |
| 3            | "Hostile Acts"          |                | ABC Family | 17 juin 2013                | 1.25                                        | 0.5                   |
| 4            | "Quinceanera"           |                | ABC Family | 24 juin 2013                | 1.89                                        | 0.6                   |
| 5            | "The Morning After"     |                | ABC Family | 1er juillet 2013            | 1.78                                        | 0.7                   |
| 6            | "Saturday"              |                | ABC Family | 8 juillet 2013              | 1.76                                        | 0.7                   |
| 7            | "The Fallout"           |                | ABC Family | 15 juillet 2013             | 1.78                                        | 0.6                   |
| 8            | "Clean"                 |                | ABC Family | 22 juillet 2013             | 1.89                                        | 0.8                   |
| 9            | "Vigil"                 |                | ABC Family | 29 juillet 2013             | 1.87                                        | 0.7                   |
| 10           | "I Do"                  |                | ABC Family | 5 août 2013                 | 2.07                                        | 0.8                   |
| 11           | "The Honeymoon"         |                | ABC Family | 13 janvier 2014             | 1.91                                        | 0.7                   |
| 12           | "House & Home"          |                | ABC Family | 20 janvier 2014             | 2.14                                        | 0.9                   |
| 13           | "Things Unsaid"         |                | ABC Family | 27 janvier 2014             | 1.87                                        | 0.7                   |
| 14           | "Family Day"            |                | ABC Family | 3 février 2014              | 1.79                                        |                       |
| 15           | "Padre"                 |                | ABC Family | 10 février 2014             | 1.83                                        |                       |
| 16           | "Us Against The World"  |                | ABC Family | 17 février 2014             | 1.67                                        |                       |
| 17           | "Kids in the Hall"      |                | ABC Family | 24 février 2014             | 1.48                                        |                       |
| 18           | "Escapes and Reversals" |                | ABC Family | 3 mars 2014                 | 1.51                                        |                       |
| 19           | "Don't Let Go"          |                | ABC Family | 10 mars 2014                | 1.20                                        |                       |
| 20           | "Metropolis"            |                | ABC Family | 17 mars 2014                | 1.20                                        |                       |
| 21           | "Adoption Day"          |                | ABC Family | 24 mars 2014                | 1.28                                        |                       |